# South Park (игра)
South Park (рус. Южный Парк) — компьютерная игра 1998 года в жанре шутер от первого лица, основанная на американском мультсериале «Южный Парк». Игра была разработана компанией Iguana Entertainment для Nintendo 64 и Windows, Appaloosa Interactive для PlayStation, опубликована Acclaim. South Park разрабатывалась с использованием модифицированной версии игрового движка из Turok 2: Seeds of Evil.
Игра получила разнообразные отзывы в зависимости от платформы: версии для персональных компьютеров и PlayStation были встречены негативно из-за плохой графики, визуальных эффектов и озвучки, и получили низкие оценки от критиков. В то же время, версия для Nintendo 64 была встречена благосклонно благодаря хорошей трёхмерной графике и сюжетной линии, получив более высокие оценки от критиков.

## Игровой процесс
South Park — шутер от первого лица. Однопользовательский режим игры позволяет игроку управлять одним из четырёх главных героев Южного Парка (Эриком Картманом, Кайлом Брофловски, Стэном Маршем или Кенни Маккормиком). Игрок должен победить множество врагов, включая безумных индеек, клонов-мутантов, инопланетян и антропоморфные игрушки. используя различное оружие: пусковую остановку для коров, курицу-снайпера, белые и жёлтые снежки, ружьё для метания курицы, пукающие куклы с Терренсом и Филлипом, чтобы достичь точки выхода в конце.
В многопользовательском режиме можно играть в составе от двух до четырёх игроков, для выбора доступно двадцать персонажей и почти двадцать уровней для многопользовательской игры.

## Сюжет
Землю настигает неизведанная комета, окутанная аурой сосредоточенного зла, перед которым силы добра оказываются бессильными. С приближением этого космического тела, Южный парк оказывается в осаде: мир наводняют индюки-мутанты, деформированные клоны жителей, загадочные пришельцы, обезумевшие роботы и кровожадные игрушки в образе Терренса и Филлипа. Перед лицом такой угрозы Стэн Марш, Кайл Брофловски, Эрик Картман и Кенни Маккормик, вооружившись полученными от Шефа знаниями, решаются на расследование, чтобы выяснить причины этих явлений и защитить свой город.

## Разработка и выпуск
В ходе разработки игра носила первоначальное название South Park: Deeply Impacted. Согласно пресс-релизу от 28 апреля 2005 года, компания Nintendo уделяла особое внимание воспроизведению аутентичного внешнего вида и звукового сопровождения, характерных для оригинального мультсериала. Версия игры для Nintendo 64 предлагала поддержку режима высокой четкости с разрешением 640x480 пикселей, который требовал дополнительного модуля памяти Expansion Pak. Трей Паркер, Мэтт Стоун и Исаак Хейс внесли свой вклад, записав сотни сэмплов для кат-сцен и уровней игры. 21 декабря 1998 года игровые картриджи поступили в продажу Северной Америке. Уже в январе 1999 года, Acclaim сообщила о том, что объемы продаж превзошли все их ожидания, а сама игра возглавила список самых продаваемых игр для Nintendo 64. Грег Фишбах, генеральный директор Acclaim, отметил, что 79 % прибыли компании приносили игры Turok 2: Seeds of Evil и South Park.
24 февраля 1999 года Acclaim сделала официальный анонс о скором выпуске в Северной Америке версии игры для персональных компьютеров, запланированной на 1 марта того же года. Вице-президент по маркетингу Acclaim объяснил это решение так: «South Park даёт определение термину „культурный феномен“, мы увидели это на примере огромного успеха South Park для Nintendo 64. Оптимизируя South Park для персональных компьютеров, мы уверены, что добьёмся дальнейшего успеха франшизы и пополним нашу расширяющуюся линейку качественных компьютерных игр». В новой версии игры игроки теперь могли соревноваться до восьми человек в многопользовательском режиме, также были включены новые многопользовательские карты, персонажи, гаджеты и более просторное окружение.
Также в 1998 году компанией Acclaim была разработана версия для портативной игровой системы Game Boy Color, но позже проект был отменён Треем Паркером и Мэттом Стоуном из-за того, что они считали, что игра не подходит для Game Boy Color, поскольку эта консоль предназначалась для детей. Тем не менее прототип игрового картриджа остался у создателей. На средства, оставшиеся от проекта для Game Boy Color, Acclaim решила разработать игры «Пчёлка Майя и её друзья» и «Приключения пчёлки Майи».
Позже Acclaim разработали две новые игры по франшизе Южного Парка — South Park Rally, посвящённую картингу, а затем многопользовательскую игру South Park: Chef's Luv Shack.

## Рецензии и оценки
| Сводный рейтинг       | Сводный рейтинг                            |
| Агрегатор             | Оценка                                     |
| --------------------- | ------------------------------------------ |
| GameRankings          | 67,11 % (N64) 51,72 % (ПК) 41,22 % (PS)    |
| Иноязычные издания    |                                            |
| Издание               | Оценка                                     |
| Edge                  | (N64) 4 из 10                              |
| Game Informer         | (N64) 7 из 10                              |
| GamePro               | (PS) · (N64) · (PC)                        |
| GameRevolution        | (N64) C−                                   |
| GameSpot              | (N64) 5,8 из 10 (PC) 4,1 из 10 (PS) 1,4/10 |
| IGN                   | (N64) 6,2 из 10 (PC) 4,5 из 10 (PS) 2/10   |
| Next Generation       | [ 24 ]                                     |
| Nintendo Power        | 7,5 из 10                                  |
| PC Gamer (US)         | 40 %                                       |
| PC Accelerator        | (PC) 4 из 10                               |
| Русскоязычные издания |                                            |
| Издание               | Оценка                                     |
| OPM RU                | 4 из 10                                    |

Приём South Park зависел от платформы, на которой она была выпущена. В целом, игра получила негативные отзывы критиков в версиях для PC и PlayStation, в то время как версия для Nintendo 64 в целом получила смешанные и положительные отзывы критиков. Версии для PlayStation и PC получили плохой приём из-за плохой графики, визуальных эффектов и озвучки. Однако версия для Nintendo 64 получила более благоприятные отзывы после выхода. Сайт GameRankings дал версии Nintendo 64 67,11 %, версии для ПК — 51,72 % и версии для PlayStation — 41,22 %.
Next Generation рассмотрели версию игры для ПК, оценив её в три звезды из пяти, и заявили: «Как только первоначальные смешки проходят, будь то в многопользовательском или однопользовательском режиме, вы остаётесь с шутером от первого лица, во многом похожим на любой другой, и, на самом деле, не таким хорошим проработанным, как и большинство других. Это так же весело, как и шоу, на котором оно основано, но его привлекательность столь же мимолётна».
Джефф Герстманн из GameSpot поставил версии для PlayStation оценку 1,4/10, заявив: «South Park — определённо одна из тех игр, которые обязательно всплывут, когда вы начнёте думать о худшей игре, в которую вы когда-либо играли». Official Playstation Russia отозвались о версии для PlayStation так: «Эта игра настолько плохо сделана, что на неё хоть раз надо каждому из вас посмотреть». Дин Остин из IGN назвал версию для PlayStation «разочаровывающей» из-за плохой графики, повторяющихся сэмплов озвучки и отсутствия игровой ценности в режиме «лицом к лицу». GameSpot заявил о версии для ПК: «Хорошей лицензии и хорошей графики недостаточно». Озвучка, выполненная оригинальными актёрами озвучивания, подверглась критике за повторяемость, изолированность и устаревание, а оружие — за непрофессионализм.
Несмотря на негативный приём версий для ПК и PlayStation, версия для Nintendo 64 получила положительные отзывы за 3D-графику и сюжетную линию, а IGN назвал игру «такой же забавной, как сериал Comedy Central». GameSpot отметил, что дизайн уровней в версии для Nintendo 64 был «действительно не очень хорош сам по себе, но, учитывая лицензию, это, по крайней мере, имеет смысл».

## Продолжение
Велась разработка сиквела игры в жанре приключенческой песочницы для PlayStation 2, GameCube и Xbox, однако разработка была приостановлена. Информация об игре долгое время оставалась малоизвестной, пока сборка не была найдена в наборе для разработки Xbox. Видеозаписи бета-версии стали доступны широкой публике, включая ролик на YouTube, показывающий Эрика Картмана в психиатрической больнице.